# Argyronome ruslana
Argyronome ruslana là một loài bướm ngày thuộc họ Nymphalidae. Nó được tìm thấy ở Hoa Đông, Ngoại Mãn Châu, Hàn Quốc và Nhật Bản.
Ấu trùng sống trên các loại cây thuộc họ Viola.

## Phụ loài
Loài này có 2 phân loài:
- Argyronome ruslana ruslana (Amur, Ussuri)
- Argyronome ruslana lysippe (Nhật Bản)

## Hình ảnh

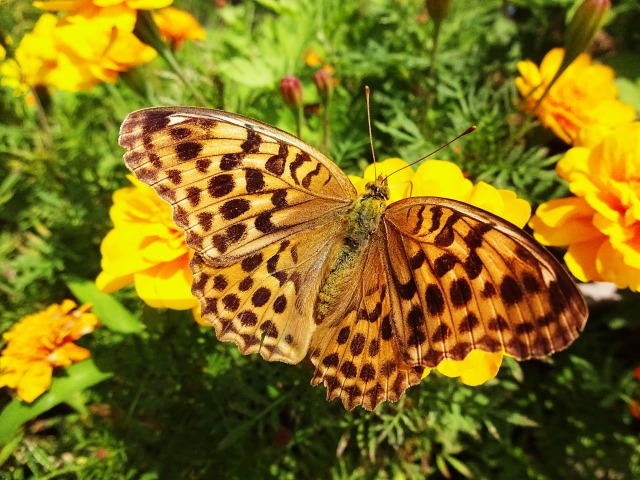
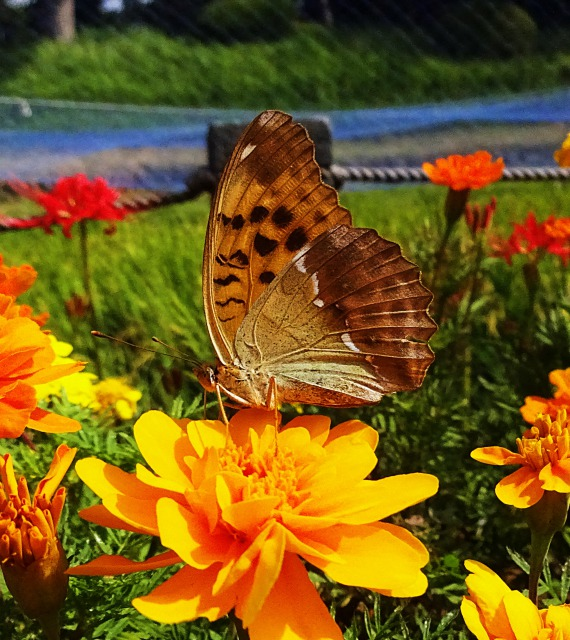